# Barry Cox
Barry Cox (em chinês:  郭栢榮; nascido em 15 de janeiro de 1977) é uma estrela pop britânico na China. Ele é artista atualmente residente no maior casino de Macau, The Venetian. Alcançou isso aprendendo chinês de imigrantes Merseyside, onde viveu até se mudar para Hong Kong, em 1999.

## Séries de TV
- 2014: ICAC Investigators 2014 como Dallas (Ep.4)
- 2014: The Ultimate Addiction como Antonio Cruz
- 2015: Eye in the Sky como Hung Chun-ying